# Сборная Мартиники по футболу
Сборная Мартиники по футболу (фр. Équipe de Martinique de football) — представляет Мартинику на международных футбольных турнирах, проводимых под эгидой КОНКАКАФ, и в товарищеских матчах. Контролируется Футбольной лигой Мартиники. Является членом КОНКАКАФ (с 1964 года) и КФС. Не входит в состав ФИФА, так как Мартиника является заморским департаментом Франции и, как следствие, сборная не имеет права на участие в матчах чемпионатов мира.

## История
Сборная Мартиники является одной из наиболее успешных сборных Карибских островов. Несмотря на то, что мартиниканцы не имеют права на участие в матчах чемпионата мира, сборная регулярно принимает участие в розыгрышах Кубка Карибских островов, а также Золотого кубка КОНКАКАФ. Наивысшим достижением Мартиники в главном зональном турнире является выход в 1/4 финала Золотого кубка 2002. Что касается Кубка Карибских островов, то здесь успехи сборной гораздо более внушительны. Трижды став бронзовым призёром Карибского Кубка в 1992, 1996 и 2001 годах, серебряным в 1994 году и чемпионом в 1993 году, сборную Мартиники можно с полной уверенностью называть одним из лидеров футбола Карибского бассейна 90-х годов XX века.

## Золотой кубок КОНКАКАФ
- 1991 — не прошла квалификацию
- 1993 — групповой раунд
- 1996 — 2000 — не прошла квалификацию
- 2002 — 1/4 финала
- 2003 — групповой раунд
- 2005 — 2009 — не прошла квалификацию
- 2013 — групповой раунд
- 2015 — не прошла квалификацию
- 2017 — групповой этап
- 2019 — групповой этап
- 2021 — групповой этап
- 2023 — групповой этап

## Кубок Карибских островов
- 1989 — не прошла квалификацию
- 1990 — чемпионат был прерван и не доигран
- 1991 — групповой раунд
- 1992 — 3-е место
- 1993 — чемпион
- 1994 — 2-е место
- 1995 — не прошла квалификацию
- 1996 — 3-е место
- 1997 — групповой раунд
- 1998 — групповой раунд
- 1999 — не прошла квалификацию
- 2001 — 3-е место
- 2005 — не прошла квалификацию
- 2007 — групповой раунд
- 2008 — не прошла квалификацию
- 2010 — групповой раунд (хозяйка турнира)
- 2012 — 4-е место
- 2014 — групповой раунд
- 2017 — 4-е место

## Форма

### Домашняя
| КОНКАКАФ 2021 | КОНКАКАФ 2023 |

### Гостевая
| КОНКАКАФ 2021 | КОНКАКАФ 2023 |

Источник: